# Jane-Goodall-Grundschule
Die Jane-Goodall-Grundschule, auch 34. Grundschule Friedrichshain oder Friedrichsberger Grundschule, ist eine Bildungseinrichtung, die aus der Höheren Mädchenschule sowie aus der 10. und 11. Lichtenberger Gemeindeschule hervorging. Das Schulhaus, im Auftrag der Gemeindeverwaltung von Lichtenberg bis 1907 gebaut, diente bis auf eine kurze Zwischennutzung in den 1990er Jahren stetig als Schule. Seit 1938 ist es eine Schule im Stadtbezirk Friedrichshain; seit 2001 im Ortsteil Friedrichshain im Bezirk Friedrichshain-Kreuzberg.
Im Zeitraum 2010/2011 wurde die Einrichtung entsprechend den Regelungen der Kultusministerkonferenz als Grundschule neu gegründet.

## Lage
Die Hauptfassade mit einer Länge von circa 35 m befindet sich direkt in der Straßenfront, als Teil einer Blockrandbebauung, die durch Scharnweberstraße (südlich), die Finowstraße (östlich), die Frankfurter Allee (nördlich) und die Jungstraße (westlich) begrenzt wird. Beiderseits des Schulhauses schließen sich lückenlos Wohnbauten bis zu den nächsten Straßenecken an.
Der nordostwärts (in den Hofbereich) weisende Flügelbau der Schule mit circa 40 m Länge ist mit dem Bautrakt in der Scharnweberstraße durch das Treppenhaus baulich verbunden. Die zur Schule gehörende Turnhalle und die Freisportanlagen liegen im Zentrum des Hofes.

## Geschichte der Bildungseinrichtung – die Schule mit den neun Namen
Der Bau dieser neuen Schule erfolgte in den 1900er Jahren; 1908 gibt das Berliner Adressbuch hier zwar keinen Schulnamen an, als Verwalter des Gebäudes im Eigentum der Gemeinde Lichtenberg wird jedoch ein Schuldiener genannt. Im Jahr 1910 beherbergte sie laut Adressbuch die Höhere Mädchenschule sowie die 10. und 11. Gemeindeschule (von Lichtenberg), nach der Eingliederung von Lichtenberg nach Groß-Berlin entfiel die Bezeichnung Höhere Mädchenschule.
Unter der Pädagogin Clara Grunwald, die als Beamtin in der Schule Gubener Straße 53 wirkte, wurde die Schule in der Scharnweberstraße 19 zum zweiten (Berliner) Montessori-Volkskinderhaus. (Das erste Kinderhaus nach Montessori-Pädagogikprinzipien konnte Clara Grunwald mit Unterstützung des Bürgermeisters der Berliner Vorort-Gemeinde Lankwitz im Mai 1919 eröffnen.)
Im Jahr 1943 ist diese Einrichtung die 10. und 11. Volksschule, der Hofflügel heißt hier Gartenhaus. In diesem wohnte u. a. ein Schulhausmeister, aber es ist auch ein Pumpwerk untergebracht und weitere Wohnungen werden genutzt.
In der DDR-Zeit bekam die Einrichtung die Bezeichnung 24. Grundschule Friedrichshain (1955), später wurde sie zur 23. Oberschule (1963) und danach zur POS Kurt-Ritter (1980er Jahre). Diesen Namen behielt sie bis 1989.
Nach dem Mauerfall und der Neuorganisation der Kommunen und kommunalen Einrichtungen in Berlin mussten neue Nutzungen der vorhandenen Schulbauten gefunden werden, da nunmehr völlig neue Schulgesetze zu beachten waren. Teile der Schule dienten zwischen 1990 und 1999 als Obdachlosenasyl, der andere Teil war bis zum Jahr 1999 weiterhin Schule. Ende 1999 wurde das Gebäude zu Unterrichtszwecken aufgegeben.

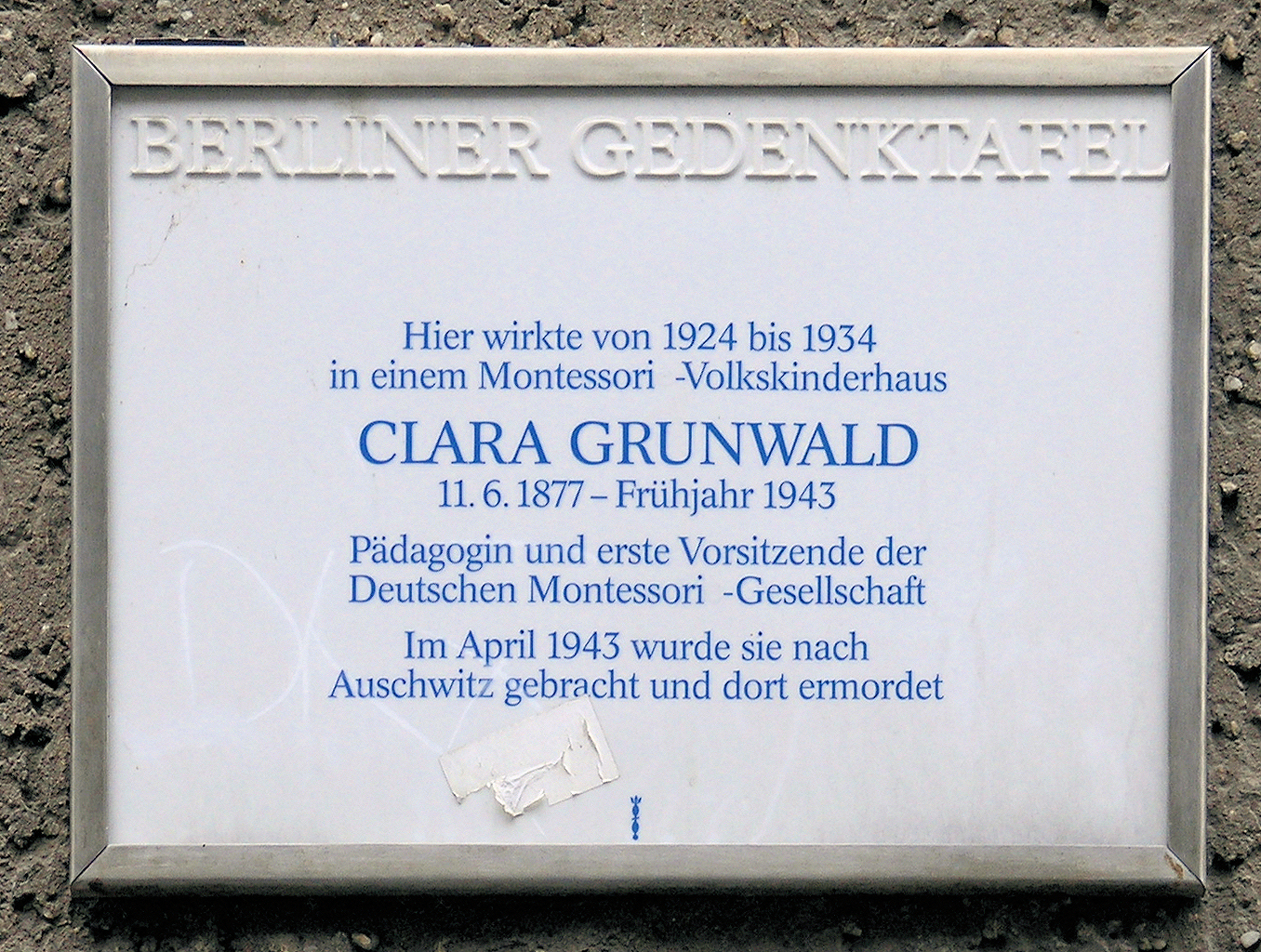
Gedenktafel

An die Montessori-Zeit erinnert die Berliner Gedenktafel für Clara Grunwalds Wirken, im Durchgang zum Hof.
Doch bald wurden Schulen wieder gebraucht und vorhandene Schulbauten boten sich da besonders an. Mit einem umfassenden Investitionsprogramm durch den Senat und das Bezirksamt sowie mit Fördergeldern der EU wurde die Scharnweber-Schule bis 2010 wieder ertüchtigt, d. h. außen (Fassaden, Fenster) und innen saniert, die Turnhalle überarbeitet sowie die Ausstattung modernisiert. Statt Putz erhielten die Flächen nun eine Ziegelstein-Verkleidung aus nach oben abgestuften dunklen, mittelbraunen und gelben Platten, die horizontal aufgebracht wurden. Die Giebeloberteile auf dem Hofflügel wurden frisch verputzt und die Reliefs damit besser sichtbar gemacht. Die Arbeiten kosteten fast fünf Millionen Euro. – Bei ihrer Wiedereröffnung zum Schuljahr 2010/11 trat die Einrichtung kurzfristig unter dem Namen Friedrichsberger Grundschule (in Erinnerung an die vormals hier gelegene Kolonie Friedrichsberg) auf. Offiziell war es nun die 34. Grundschule in Friedrichshain-Kreuzberg, nach ihrer Lage auch einfach Scharnweber-Schule genannt.
Im Februar 2017 erhielt die Grundschule auf eigenes Betreiben den Ehrennamen Jane Goodall, benannt nach der weltweit bekannten Schimpansenforscherin. Drei Jahre später besuchte Goodall dann „ihre“ Schule.
Mit dem in der Folge ebenfalls umgebauten Hofareal gibt es hier nun einen Lernort, der mit seinem großzügigen Hof, der Turnhalle und dem Schulgarten ein wenig an die frühere Montessori-Einrichtung erinnert. Neben dem Schulgarten wurde ein grünes Klassenzimmer eingerichtet, in dem auch Unterricht im Freien stattfinden kann.
Die Schule bezeichnet sich im Internet auch als „verlässliche Halbtagsschule mit Ganztagsbetreuung“. Das Schulmotto lautet: „Wir bleiben neugierig.“

## Geschichte und Beschreibung des Schulgebäudes
Bis zum Jahr 1907 entstand das Schulgebäude als verputzter Ziegelbau in geschlossener Bebauung. Die fünfgeschossige Zweiflügelanlage ist straßenseitig mit zwei Korbbogenarkaden versehen, die sich zu Vorhallen öffnen. Die Hoffassade ist bis auf zwei Ziergiebel schmucklos. Die Giebel in Pyramidenstumpfform tragen Reliefs und den in Schreibschrift gefertigten Spruch „Frisch, fromm, fröhlich frei“. Die Nutzfläche wird mit rund 3230 m² angegeben.
Zwei kleine Ziertürmchen befinden sich auf dem First des Straßentraktes, in dessen Pultdach vier Dachgauben eingelassen sind.
Zwischen dem Straßentrakt und dem Hoftrakt ist als Verbindungsbau das schmale zweiachsige Treppenhaus platziert, das sich baulich deutlich abhebt.
Die Fenster an der Straßenfront und auf der Ostseite des Flügelbaus sind in Dreiergruppen gegliedert, jeweils ein schmales und ein breiteres dreibahniges Fenster gehörten zu einem Klassenraum. Bei den Umbauarbeiten zu Beginn des 21. Jahrhunderts setzten die Architekten für jedes Fenster ein durchgehendes stabiles Unterfenster ein.
Aus der Originalbauzeit sind die Korbbogenarkaden, einige hölzerne Türen und Details im Inneren erhalten.

Einige Details
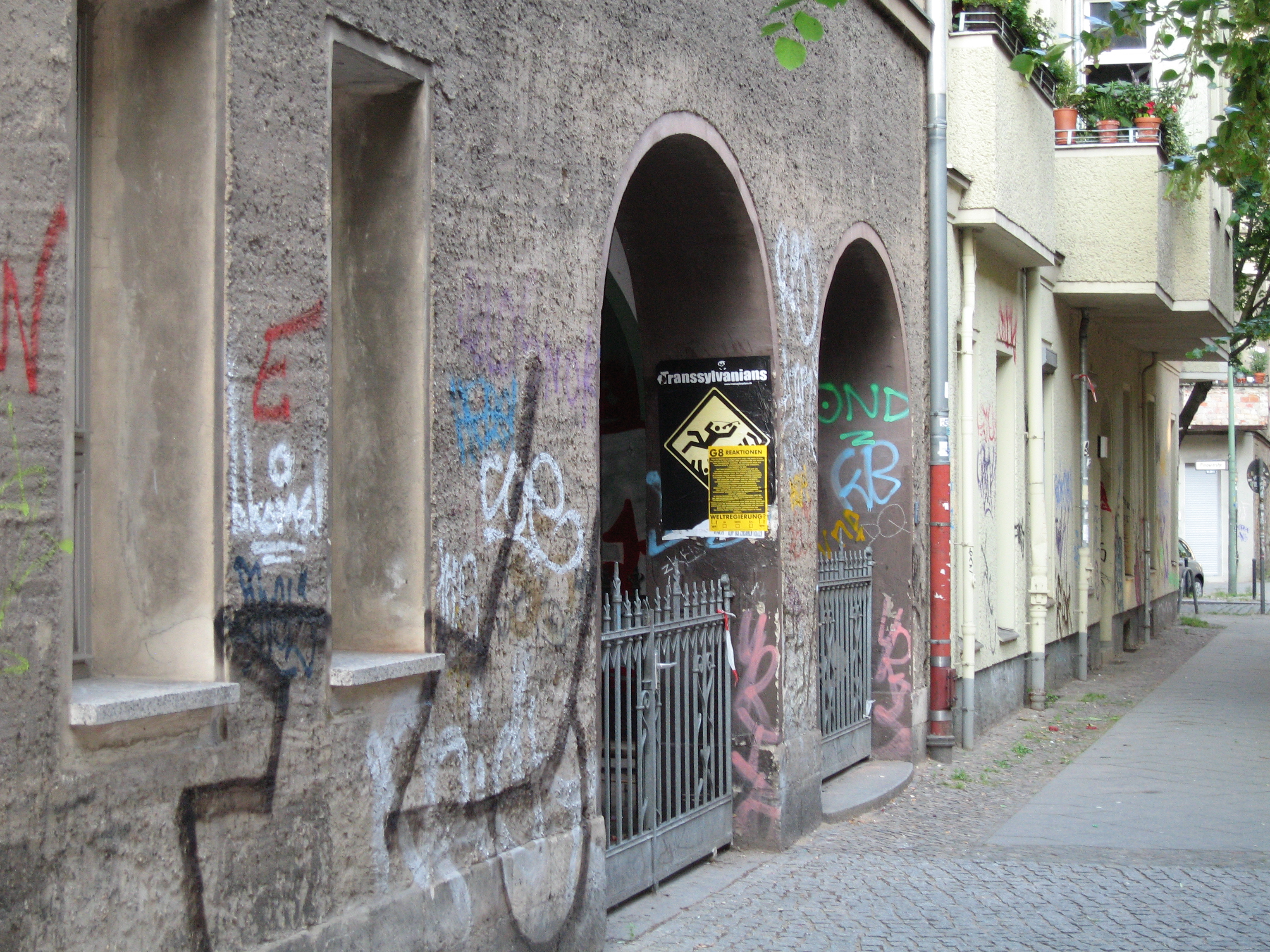
Zugangsbereich im Jahr 2007
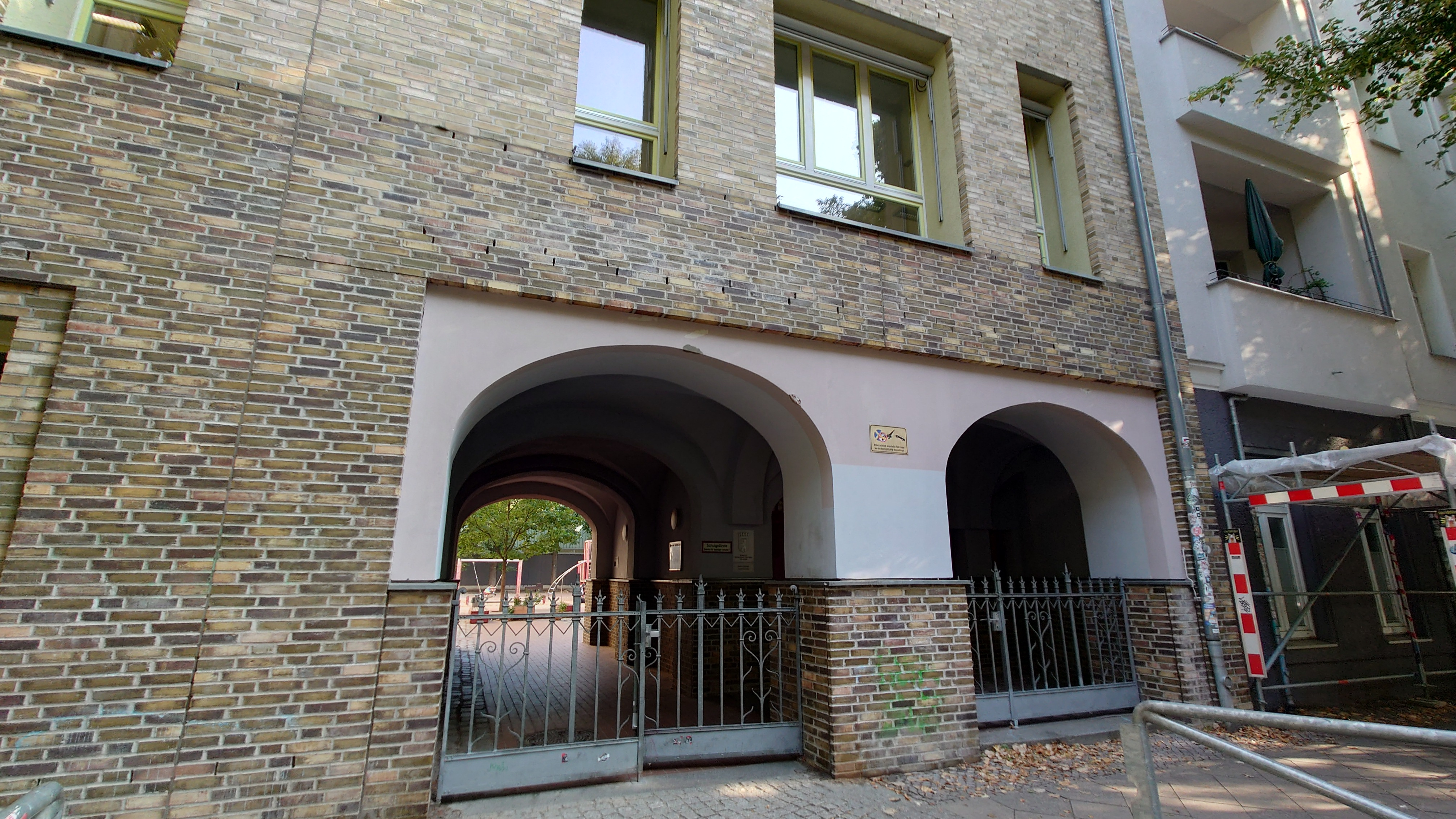
Zugangsbereich 2024
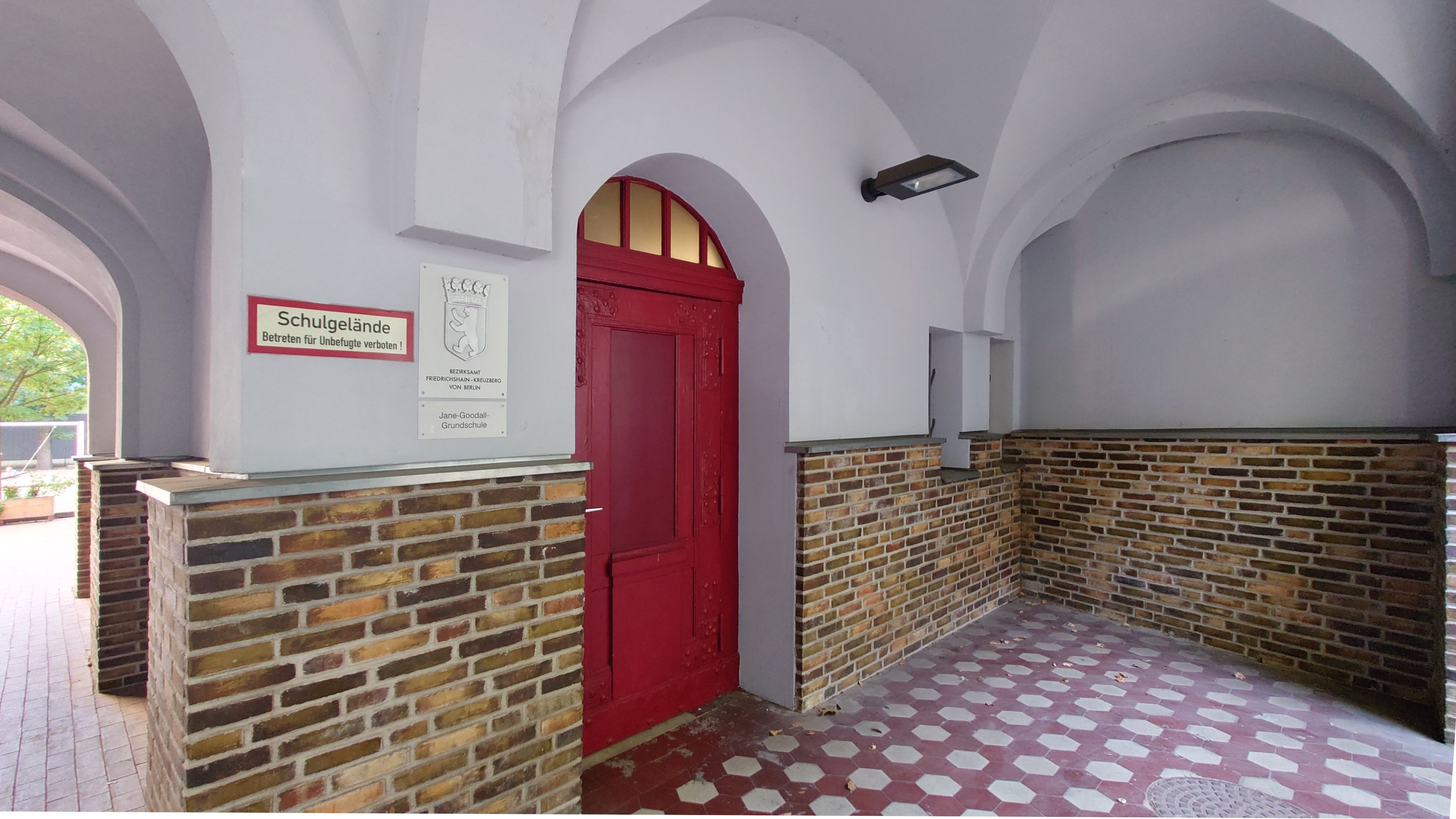
Unter der östlichen Arkade
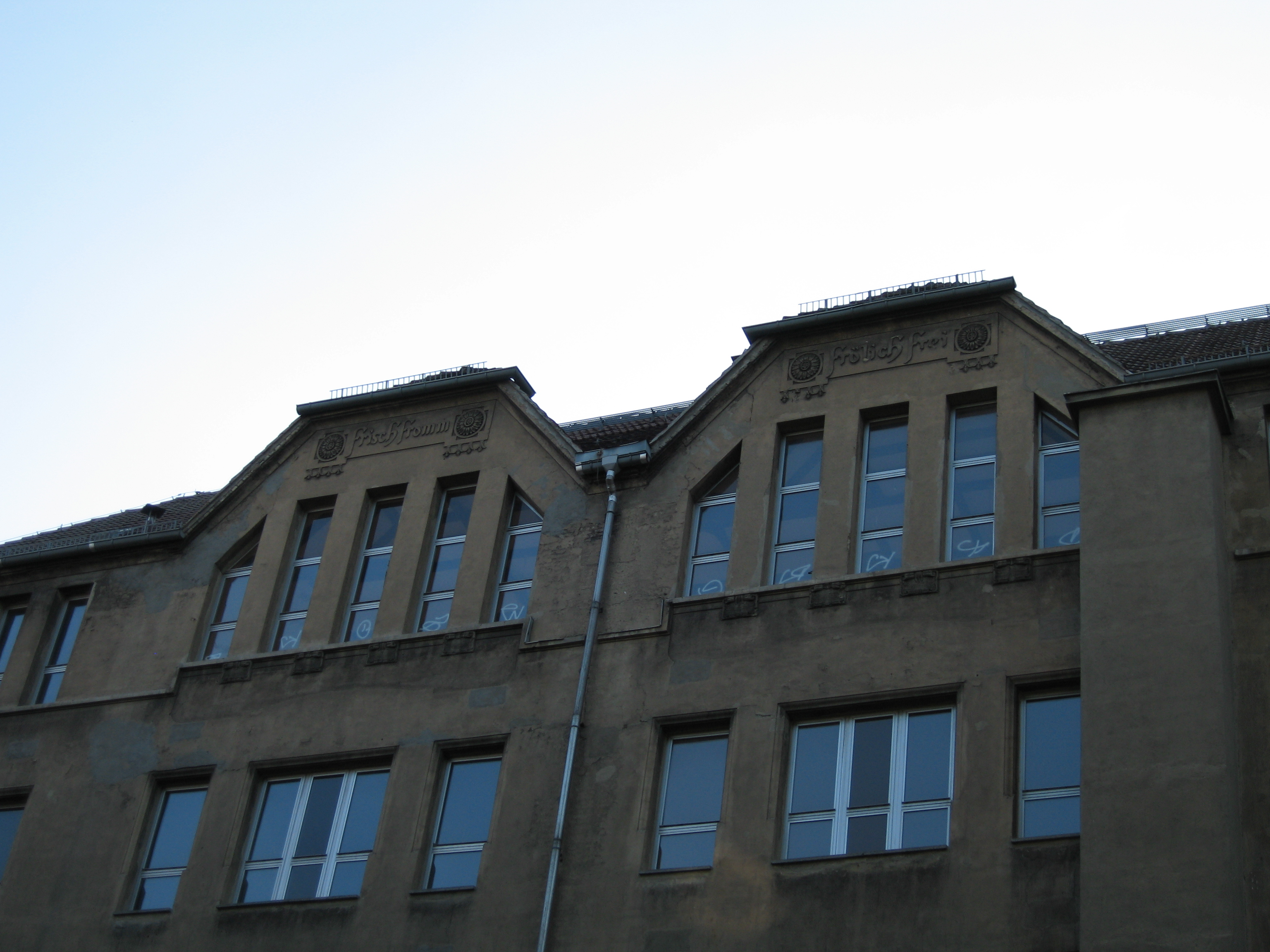
Giebel 2007
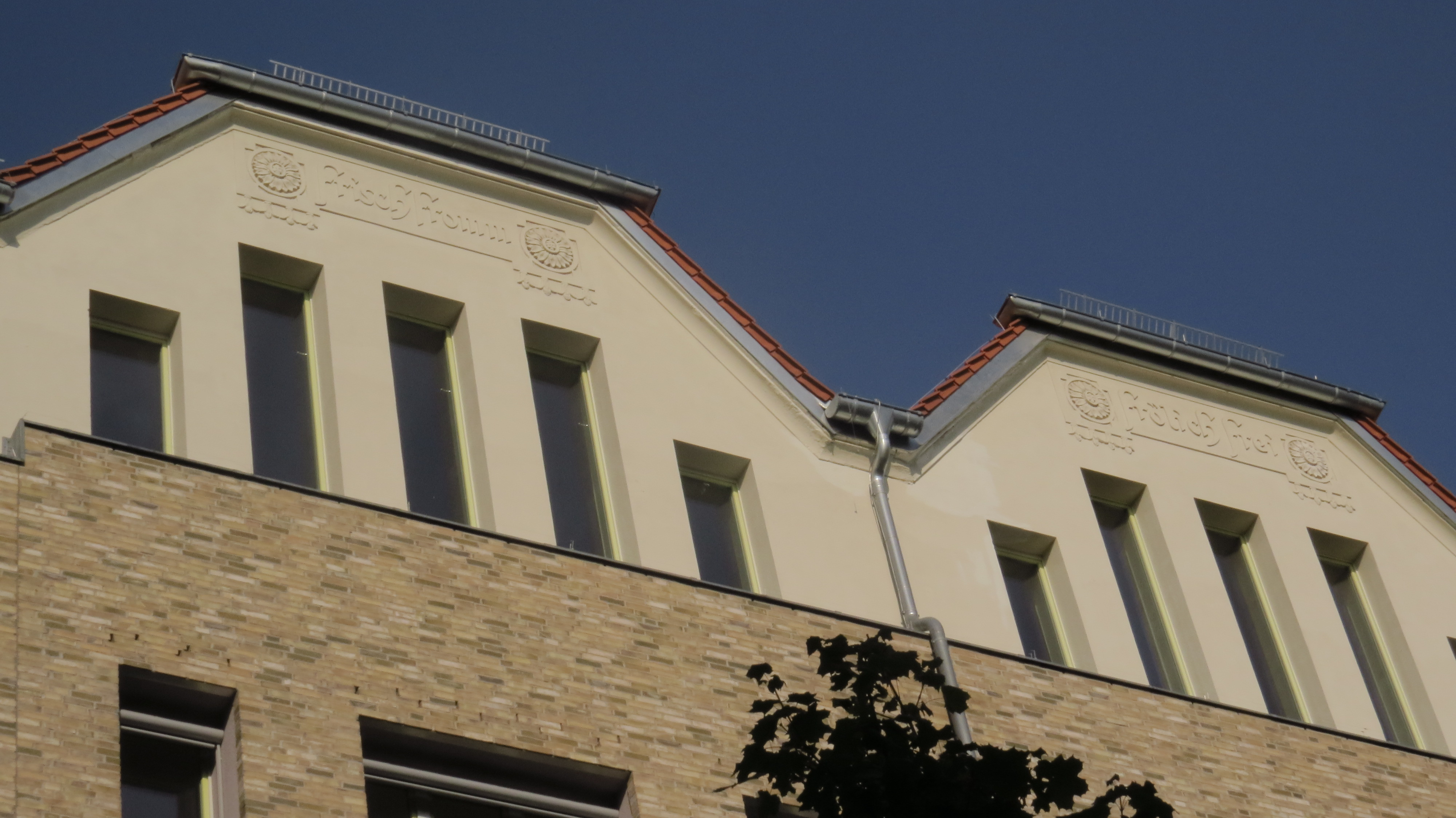
Giebel 2024

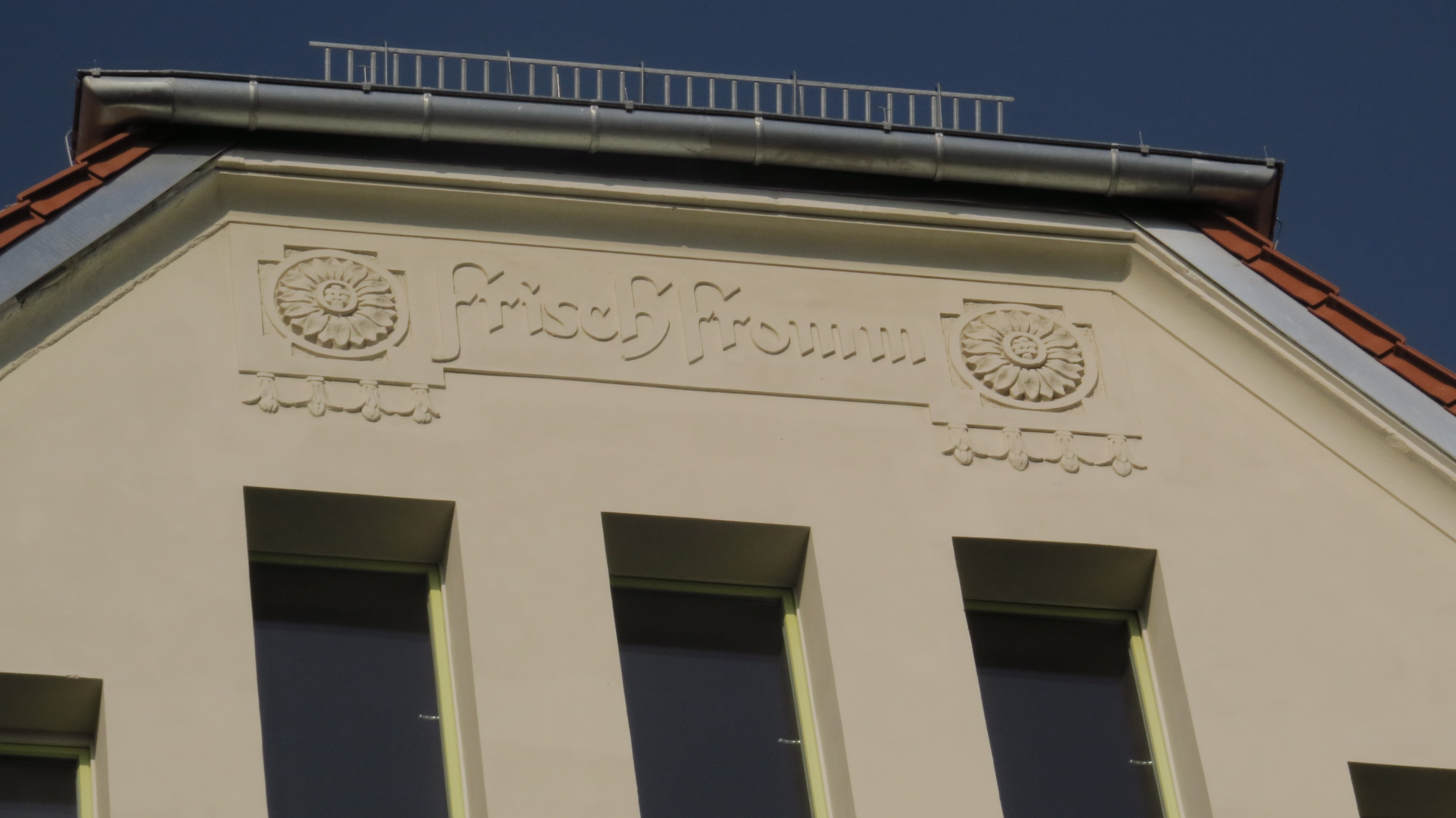
Relief, Teil 1 (Frisch fromm)
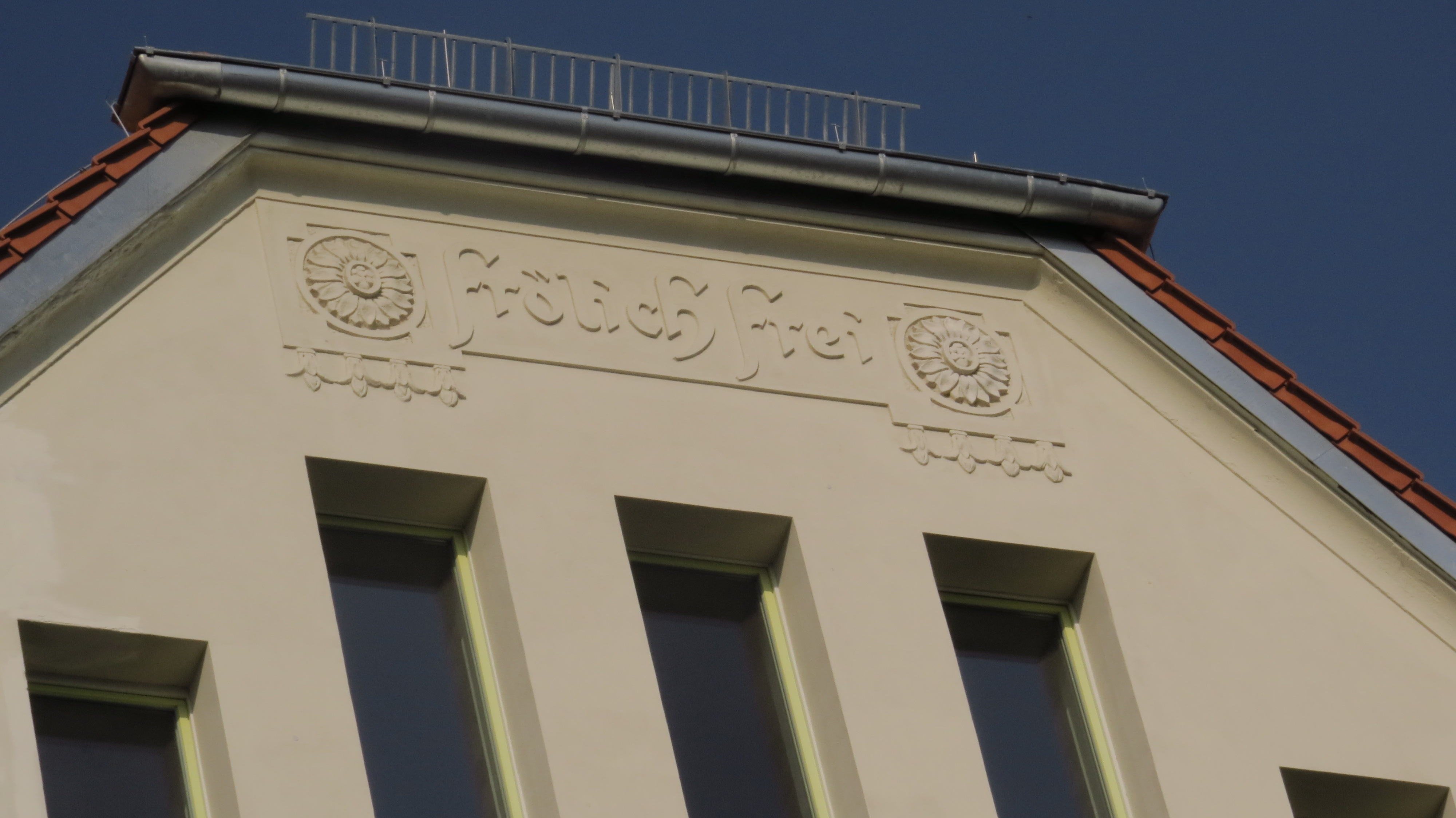
Relief, Teil 2 (frölich frei [sic!])
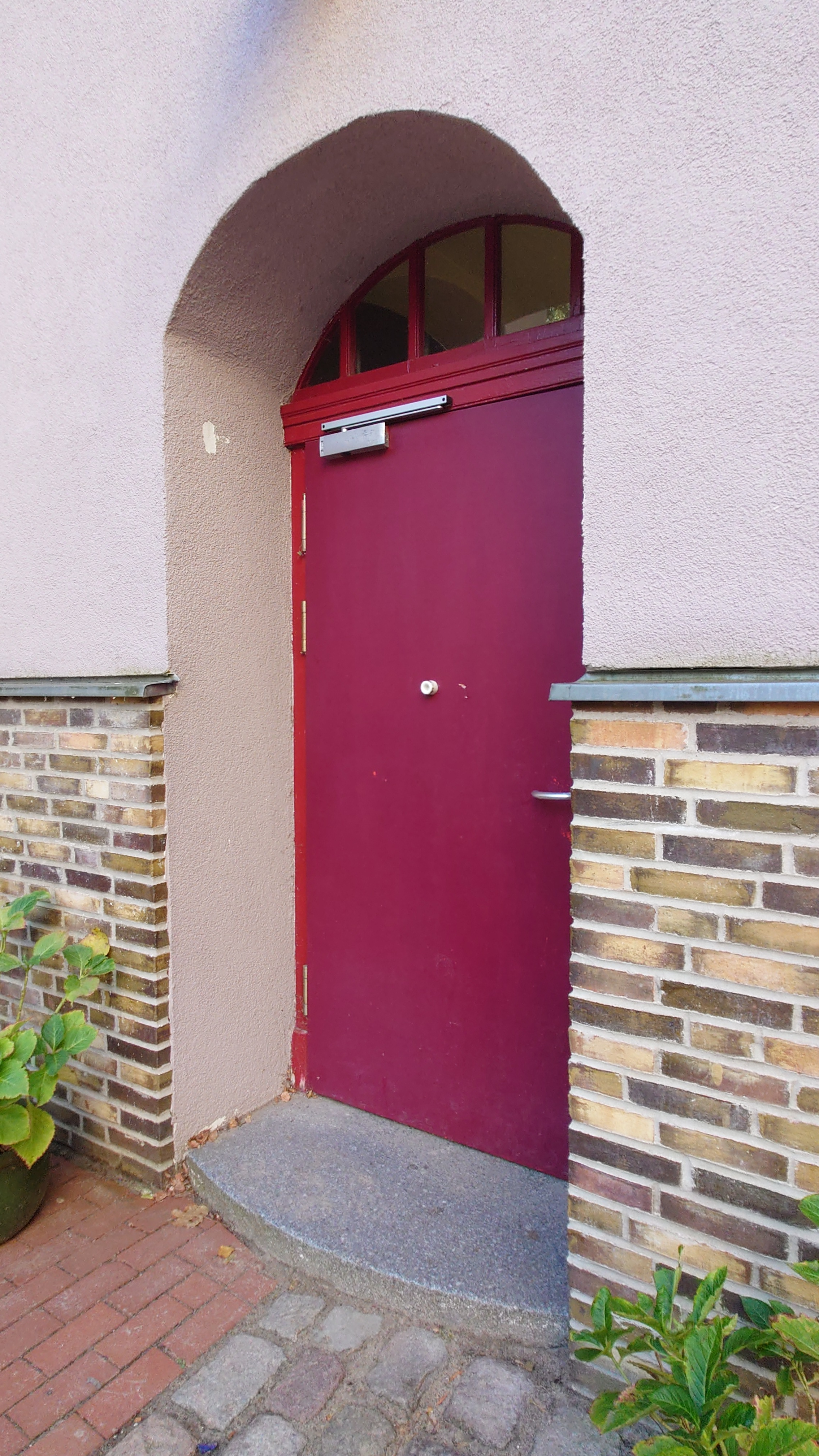
Hoftür
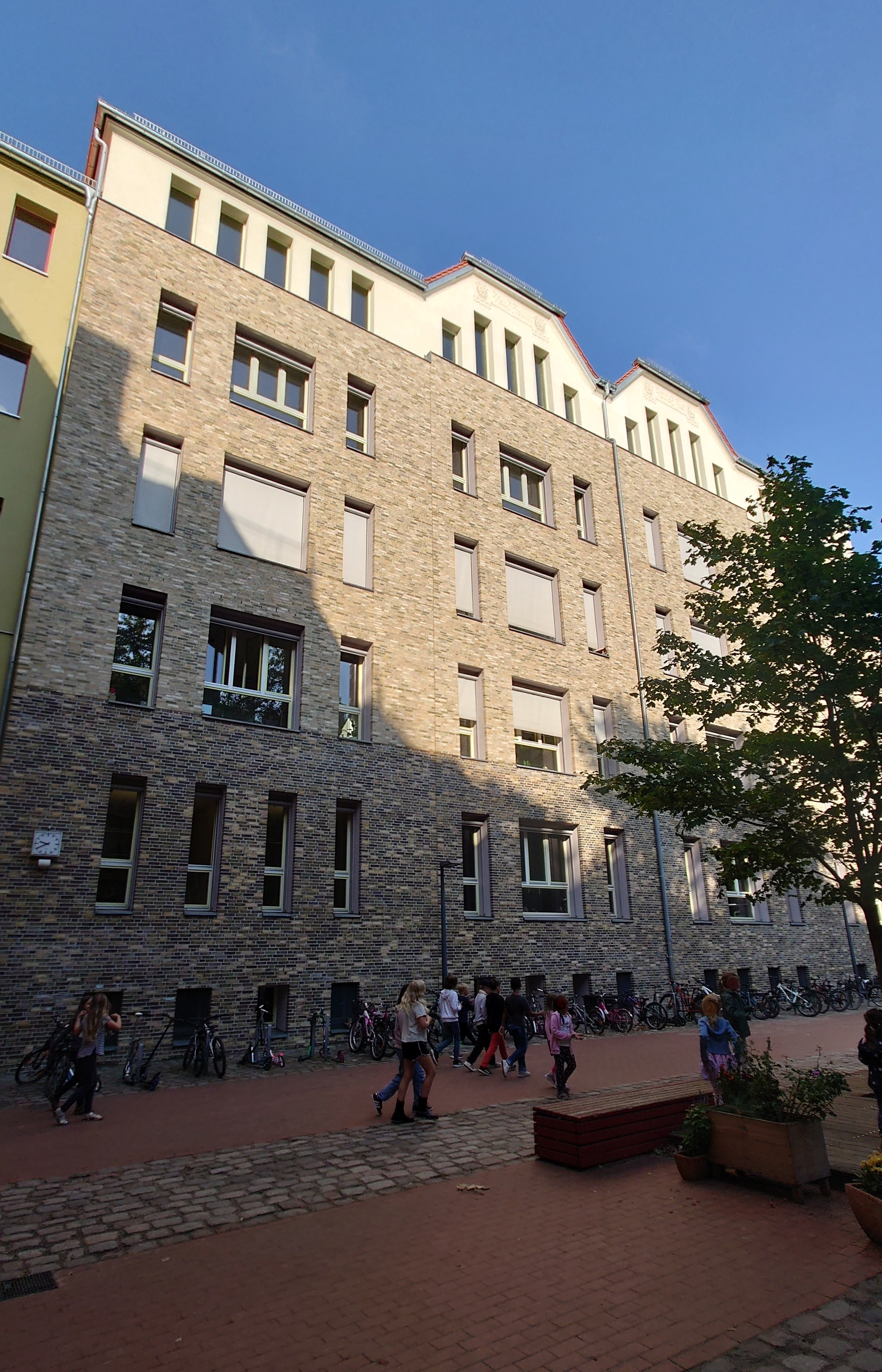
Hofflügel
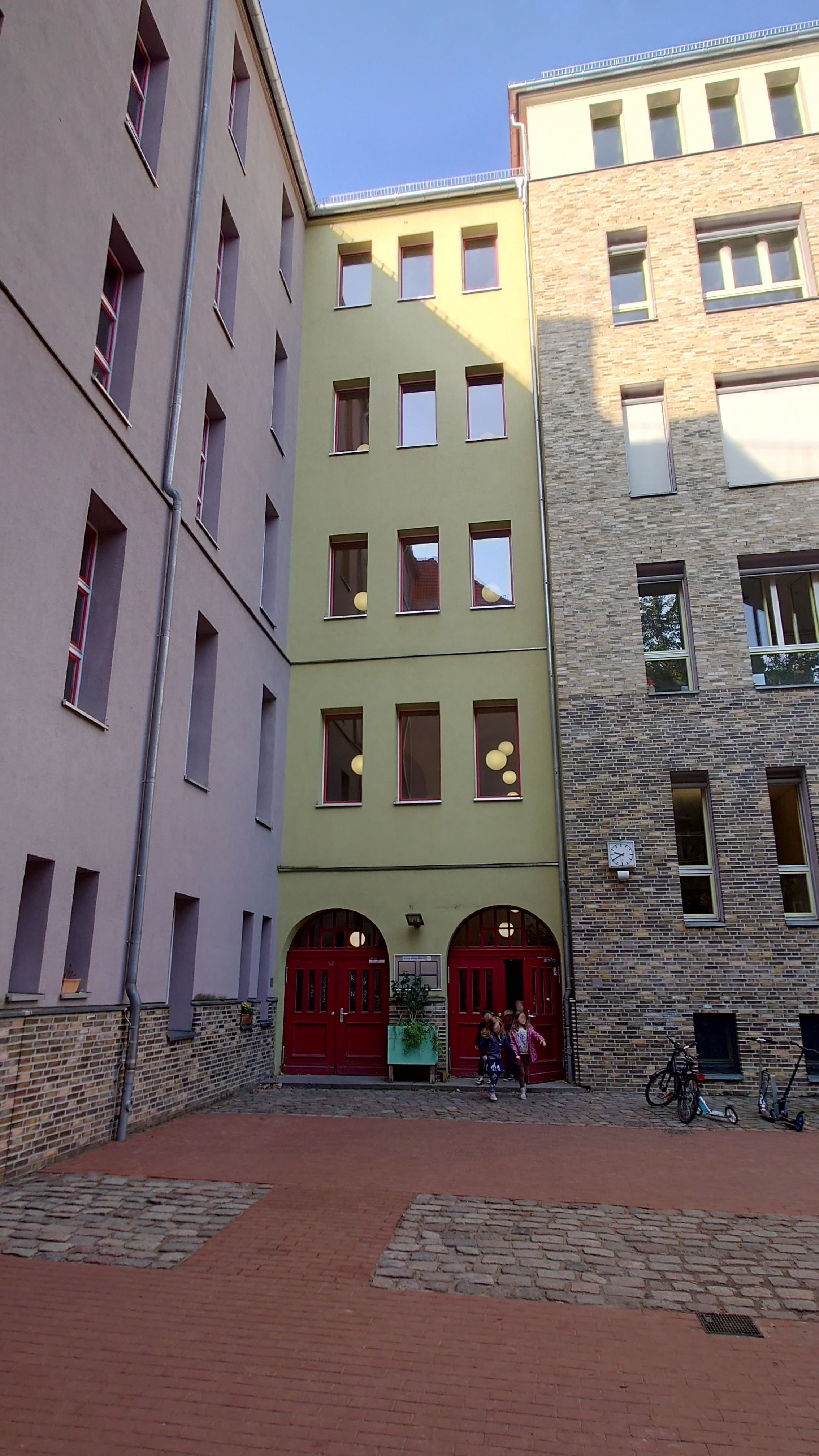
Treppenhaus
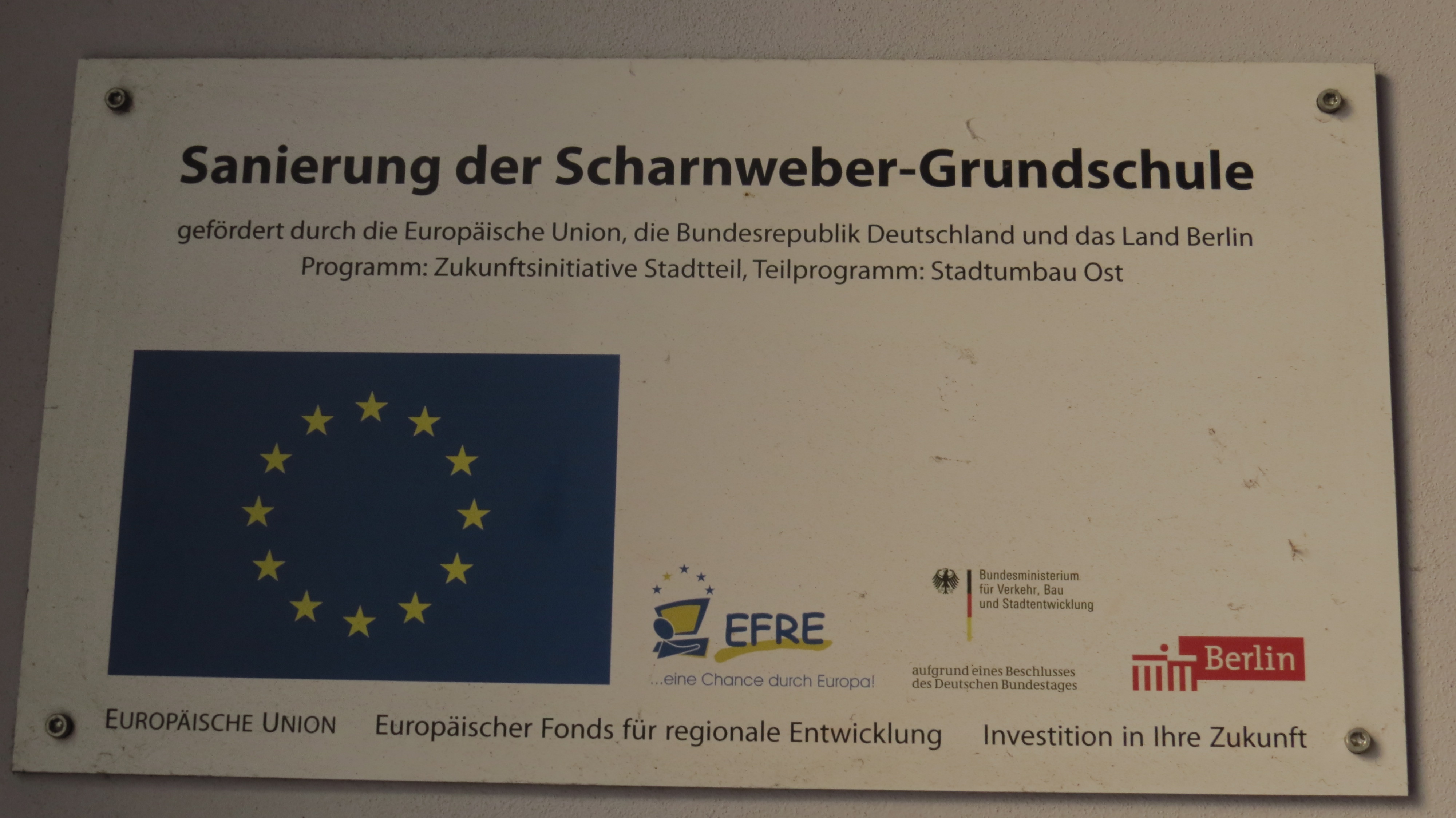
Hinweis auf die erfolgte Sanierung im Durchgang

## Direktoren, Lehrer, Schüler (Auswahl)
- 1910: Dr. E. Kluth (Mädchenschule)
- 1932–1943: Clara Grunwald
- 1943: W. Lache, Rektor.[6]
- seit 2017: Kathrin Rohwäder